# Тексас Сити
Тексас Сити (Texas City) град је у америчкој савезној држави Тексас. По попису становништва из 2010. у њему је живело 45.099 становника.

## Демографија
Према попису становништва из 2010. у граду је живело 45.099 становника, што је 3.578 (8,6%) становника више него 2000. године.
| Група             | 2000.          | 2010.          |
| Белци             | 20.804 (50,1%) | 18.509 (41,0%) |
| Афроамериканци    | 11.407 (27,5%) | 13.397 (29,7%) |
| Азијати           | 365 (0,9%)     | 468 (1,0%)     |
| Хиспаноамериканци | 8.520 (20,5%)  | 12.184 (27,0%) |
| Укупно            | 41.521         | 45.099         |